# Buena Vista Township (New Jersey)
Buena Vista Township ist ein Township im Atlantic County, New Jersey, USA. Das U.S. Census Bureau ermittelte bei der Volkszählung 2020 eine Einwohnerzahl von 7033.

## Geographie
Nach dem United States Census Bureau hat die Stadt eine Gesamtfläche von 107,6 km², wovon 107,1 km² Land und 0,4 km² (0,39 %) Wasser ist.

## Demographie
Nach der Volkszählung von 2000 gibt es 7.436 Menschen, 2.648 Haushalte und 1.972 Familien in der Stadt. Die Bevölkerungsdichte beträgt 69,4 Einwohner pro km². 77,34 % der Bevölkerung sind Weiße, 15,69 % Afroamerikaner, 0,22 % amerikanische Ureinwohner, 0,23 % Asiaten, 0,01 % pazifische Insulaner, 4,07 % anderer Herkunft und 2,43 % Mischlinge. 9,27 % sind Latinos unterschiedlicher Abstammung.
Von den 2.648 Haushalten haben 30,6 % Kinder unter 18 Jahre. 58,5 % davon sind verheiratete, zusammenlebende Paare, 10,6 % sind alleinerziehende Mütter, 25,5 % sind keine Familien, 21,0 % bestehen aus Singlehaushalten und in 10,6 % Menschen sind älter als 65. Die Durchschnittshaushaltsgröße beträgt 2,77, die Durchschnittsfamiliengröße 3,20.
24,7 % der Bevölkerung sind unter 18 Jahre alt, 7,4 % zwischen 18 und 24, 27,5 % zwischen 25 und 44, 25,0 % zwischen 45 und 64, 15,3 % älter als 65. Das Durchschnittsalter beträgt 39 Jahre. Das Verhältnis Frauen zu Männer beträgt 100:95,0, für Menschen älter als 18 Jahre beträgt das Verhältnis 100:92,6.
Das jährliche Durchschnittseinkommen der Haushalte beträgt 43.770 USD, das Durchschnittseinkommen der Familien 50.403 USD. Männer haben ein Durchschnittseinkommen von 36.064 USD, Frauen 26.180 USD. Der Prokopfeinkommen der Stadt beträgt 18.382 USD. 12,1 % der Bevölkerung und 7,8 % der Familien leben unterhalb der Armutsgrenze, davon sind 13,2 % Kinder oder Jugendliche jünger als 18 Jahre und 13,3 % der Menschen sind älter als 65.